# ラファエラ・フォリエ
ラファエラ・フォリエ（Raphaela Folie、1991年3月7日 - ）は、イタリアの女子バレーボール選手。イタリア代表。

## 来歴
2011年、イタリア代表に初選出され、同年11月に日本で開催されたワールドカップに出場し、金メダルを獲得した。2013年からはレギュラーで活躍する試合が増え、2014年の世界選手権に出場し、4位となった。2016年からイモコ・コネリアーノに移籍し、2016/17シーズンの欧州チャンピオンズリーグで準優勝を果たした。2017年に代表に復帰すると、同年8月のワールドグランプリで銀メダルを獲得した。2021年開催の東京オリンピックに出場した。

## 球歴
- オリンピック - 2021年
- 世界選手権 - 2014年
- ワールドカップ - 2011年
- 欧州選手権 - 2013年、2017年、2019年

## 所属クラブ
- San Giacomo（2007-2008年）
- ATA Trento（2008-2009年）
- Trentino Volley Rosa（2009-2010年）
- アシステル・ノヴァーラ（2010-2012年）
- GSOヴィッラ・コルテーゼ（2012-2013年）
- バレー・ベルガモ（2013-2014年）
- LJ Volley（2014-2016年）
- イモコ・コネリアーノ（2016-2022年）
- パッラヴォーロ・モンツァ（2022-2024年）
- LOVBヒューストン（2024年-）